# Ca n'Agustí Dalmau
Ca n'Agustí Dalmau és un mas situat al municipi de Vilamacolum, a la comarca catalana de l'Alt Empordà.